# Cavioidea
Cavioidea – nadrodzina ssaków z infrarzędu jeżozwierzokształtnych (Hystricognathi) w obrębie rzędu gryzoni (Rodentia).

## Zasięg występowania
Nadrodzina obejmuje gatunki występujące w Ameryce.

## Podział systematyczny
Do nadrodziny należą następujące występujące współcześnie rodziny:
- Cuniculidae G.S. Miller & Gidley, 1918 – pakowate
- Caviidae G. Fischer, 1817 – kawiowate
- Dasyproctidae Bonaparte, 1838 – agutiowate

Opisano również rodzinę wymarłą:
- Eocardiidae Ameghino, 1891

Rodzaje wymarłe o niepewnej pozycji systematycznej i nie sklasyfikowane w żadnej z powyższych rodzin:
- Banderomys Kramarz, 2005[6] – jedynym przedstawicielem był Banderomys leanzai Kramarz, 2005
- Guiomys Pérez, 2010[7] – jedynym przedstawicielem był Guiomys unicus Pérez, 2010
- Microcardiodon Pérez & Vucetich, 2011[8]
- Soriamys Kramarz, 2001[9]